# Aborto de papel
El aborto de papel, también conocido como aborto masculino, aborto financiero o aborto jurídico, es la posibilidad del padre biológico de renunciar a cualquier derecho, privilegio y responsabilidad de la paternidad antes del nacimiento del hijo, incluidos los apoyos financieros. Como figura, no existe en ninguna legislación. El tema ha cobrado notoriedad en debates en países como Dinamarca y Suecia.

## Aborto masculino
El concepto parte de la premisa de que cuando una mujer se queda embarazada, tiene la opción del aborto, la adopción o la parentalidad. Sostiene, en el contexto de la igualdad de género, que en las primeras fases del embarazo el padre putativo (presunto) debería tener el mismo derecho a renunciar a todos los futuros derechos parentales y a la responsabilidad económica, dejando a la madre informada las mismas tres opciones. En la actualidad, el padre putativo es responsable económicamente de un niño independientemente de las circunstancias de la concepción, incluido el estupro al padre por parte de la madre (véase Hermesmann v. Seyer).
El término "aborto masculino" fue acuñado por Melanie McCulley, abogada de Carolina del Sur, en un artículo de 1998, «The Male Abortion: The Putative Father's Right to Terminate His Interests in and Obligations to the Unborn Child». McCulley sostenía que los hombres deberían poder poner fin a sus obligaciones legales con los hijos no deseados. Según McCulley:

Cuando una mujer determina que está embarazada, tiene la libertad de decidir si tiene el nivel de madurez necesario para asumir las responsabilidades de la maternidad, si es económicamente capaz de mantener a un hijo, si se encuentra en un momento de su carrera en el que puede dedicar tiempo a tener un hijo, o si tiene otras preocupaciones que le impidan llevar el niño a término. Tras sopesar sus opciones, la mujer puede optar por el aborto. Una vez abortado el feto, se extinguen los intereses y obligaciones de la mujer respecto al niño. Por el contrario, el padre soltero no tiene opciones. Sus responsabilidades para con el niño comienzan en el momento de la concepción y sólo pueden terminar con la decisión de la mujer de abortar el feto o con la decisión de la madre de darlo en adopción. Por tanto, debe confiar en las decisiones de la mujer para determinar su futuro. El padre putativo no puede permitirse el lujo, después de la concepción, de decidir que no está preparado para la paternidad. A diferencia de la mujer, no tiene ninguna vía de escape (4).

## Debate y atención pública

### Apoyo
En un artículo de 1996 «Aborto y derechos paternales» el filósofo Steven Hales hizo un argumento que presupone las siguientes afirmaciones:
1. Que las mujeres tienen un derecho absoluto al aborto a pedido;
2. Que los hombres y las mujeres tienen iguales derechos y deberes morales y deben tener los mismos derechos y deberes legales; y
3. Que los padres tienen el deber moral de mantener a sus hijos una vez que nacen y los deberes legales de apoyo correspondientes a deber moral.

Hales sostiene que la conjunción de estos tres principios es prima facie inconsistente y que esta inconsistencia debe ser erradicada, reconociendo primero que los hombres no tienen el deber absoluto de brindar apoyo material a sus hijos y en segundo lugar admitiendo que los padres tienen el derecho de rechazo.
Frances K. Goldscheider, profesora de sociología por la Universidad de Pensilvania en la Universidad de Brown fue una de las primeras en mencionar el concepto de 'aborto financiero' a fines de la década de 1990 y destacar lo importante que resultaba para una verdadera equidad el dar a los varones la oportunidad de decidir si aceptaban o no ejercer los derechos y responsabilidades de la paternidad, en forma similar a como con el aborto le da la oportunidad a la mujer de ejercer su maternidad.
Laurie Shrage, profesora de filosofía y estudios sobre mujeres y género, cuestiona si los hombres deberían ser 'penalizados por ser sexualmente activos', y pone el tema en la perspectiva de las feministas que tuvieron que luchar contra la misma idea con un género diferente, es decir, que consentir tener relaciones sexuales no es lo mismo que consentir la paternidad. Además, tanto hombres como niños son castigados, según la profesora Shrage; los niños tienen que vivir con un padre ausente que nunca "voluntariamente" se convirtió en padre.
Shrage menciona a la filósofa Elizabeth Brake quien en sus escritos busca poner en tela de juicio la noción de "responsabilidad paterna" por la cual los padres deben apoyar a sus hijos debido a su responsabilidad causal por su existencia, en forma similar a la mujer y su maternidad:

Si la responsabilidad parcial de las mujeres con respecto al embarazo no las obliga a mantener un feto, entonces la responsabilidad parcial de los hombres con respecto al embarazo no los obliga a mantener a un niño resultante.
Elizabeth Brake en el Journal of Applied Philosophy, 2005

A lo sumo, según Brake, los hombres deben ser responsables de ayudar con los gastos médicos y otros costos de un embarazo del cual son responsables en parte.
La idea también recibió apoyo de la feminista estadounidense Karen DeCrow:

La justicia dicta que si una mujer toma la decisión unilateral de llevar el embarazo a término, y el padre biológico no participa, ni puede participar en esta decisión, no debe ser responsable por 21 años de manutención. O, dicho de otro modo, las mujeres autónomas que toman decisiones independientes sobre sus vidas no deben esperar que los hombres financien su elección.
 Karen DeCrow en el New York Times Magazine, 1982

El filósofo John Hardwig, conocido por sus amplios escritos en bioética y miembro del instituto The Hastings Center, dedicado a bioética, manifestó un claro apoyo a la existencia de un aborto de papel: "así como la maternidad no se debe imponer a una mujer, la paternidad no debe imponerse a un hombre". Hardwing remarca que la problemática no se limita al  embarazo y parto, puesto que en ese caso estaría a favor de una decisión exclusiva de la mujer. Pero dado que el hecho de tener el bebé es sólo el comienzo de años de compromiso tanto material como afectivo, "entonces ya no está claro por qué la decisión de tener el niño debería ser sólo de ella".

### Oposición
El aborto de papel ha encontrado oposición por parte de quienes lo ven como una excusa para que los hombres eludan sus responsabilidades como padres. Los críticos dicen que los hombres deberían usar métodos anticonceptivos (ya sea anticonceptivos o esterilización) o practicar la abstinencia si quieren evitar las responsabilidades financieras y personales de la paternidad. Los críticos también argumentan que el aborto de papel de un padre es diferente del aborto femenino desde que nace un niño y que las mujeres siempre se ven obligadas a mantener a sus hijos, aun cuando no hayan deseado tenerlos.[cita requerida] Sostienen que el interés superior del niño debería pesar más que la oportunidad de negar la paternidad. Sin embargo, no es cierto que las mujeres siempre se vean obligadas a mantener a sus hijos, puesto que pueden cederlos en adopción.

## Por países

### Dinamarca
El concepto de «aborto de papel» fue introducido por primera vez en Dinamarca en el 2000 por el socioeconomista Henrik Platz. Él dice que es necesario, desde una perspectiva igualitaria, garantizar que las mujeres y los hombres tengan los mismos derechos ante la ley. Según una encuesta de Gallup de 2014 y anteriores encuestas, entre el 40% y el 70% de los daneses están de acuerdo con la legalización del aborto de papel.
La socióloga Karen Sjørup, quien realizó una investigación sobre el tema, argumenta esta fórmula jurídica daría a las mujeres más libertad al permitir que las que quieren convertirse en madres sin tener que compartir los derechos y deberes de la paternidad con los hombres tengan una manera adicional de hacerlo. También sugiere que podría disminuir la tasa de abortos porque evitaría que los hombres que desean evitar la paternidad presionen a las mujeres para que aborten.
Los defensores argumentan que así como las mujeres pueden elegir si desean tener un hijo o no, los hombres también deben poder elegir si asumir la paternidad o no. Permitir que los hombres tengan la oportunidad de renunciar a la responsabilidad económica, social y legal de un feto durante los primeros tres meses de embarazo daría a los hombres y mujeres lo más cercano posible a la igualdad de oportunidades.

### Suecia
En 2016, una rama regional del de las Juventudes del Partido Popular Liberal de Suecia decidió apoyar el aborto de papel para hombres hasta la semana 18 de embarazo, el mismo límite de tiempo para los abortos para mujeres en ese país. La propuesta fue apoyada por algunos comentaristas, pero no por parte de los fundadores del partido.

### Estados Unidos
La feminista estadounidense Karen DeCrow fue una férrea defensora del aborto de papel.
En 2006, el Centro Nacional de Hombres estadounidense (National Center for Men) respaldó una demanda conocida como Dubay vs Wells. El caso trataba sobre si los hombres debían tener la oportunidad de rechazar todos los derechos y responsabilidades de paternidad en caso de un embarazo no planeado. Los partidarios dijeron que esto permitiría a la mujer contar con el tiempo para tomar una decisión informada y dar a los hombres los mismos derechos reproductivos que a las mujeres. Por tanto, se planteaba el «aborto de papel». El caso y la apelación fueron desestimados por la Corte de Apelaciones de los Estados Unidos (Sexto Circuito).

## Adopción
Incluso en países donde está prohibido el aborto inducido o en el supuesto de que no se quiera abortar, según la feminista francesa Évelyne Sullerot se produce una discriminación contra los varones en asuntos reproductivos: una mujer soltera que tenga un hijo puede cederlo en adopción y no tendrá que mantenerlo ni pagar una pensión. En cambio, un padre soltero puede ser obligado a pagar una pensión de alimentos, incluso cuando el hijo haya sido concebido mediante engaño («paternidad forzada»). Évelyne Sullerot, en su libro El nuevo padre: un nuevo padre para un nuevo mundo (Quels pères? Quels fils?) (1993), dijo:

A ello se añade, en Francia, (...) la posibilidad que se abre ante la madre, en el momento en que nace un hijo no deseado, de abandonarlo sin temor a persecuciones ni a condenas. (...) No existe ninguna posibilidad equivalente para que el hombre reconocido como padre pueda liberarse de su paternidad. Bajo la amenaza de persecuciones, está obligado a asumir a todo hijo que haya procreado, incluso cuando ha procedido involuntariamente o con ignorancia.